# Iúlia Zdanovska
Iúlia Iànivna Zdanovska va ser una matemàtica ucraïnesa assassinada durant la invasió russa d'Ucraïna de 2022.